# اوفولدئاک
اوفولدئاک (به مجاری: Óföldeák) یک منطقهٔ مسکونی در مجارستان است که در ناحیه ماکو واقع شده‌است. اوفولئداک ۳۵٫۰۹ کیلومتر مربع مساحت و ۵۲۲ نفر جمعیت دارد.